# Agorioides
Agorioides – rodzaj pająków z rodziny skakunowatych i podrodziny Salticinae. Obejmuje trzy opisane gatunki. Występują endemicznie na Nowej Gwinei w lasach Gór Centralnych.

## Morfologia
Zmierzone samce osiągały od 2,16 do 2,84 mm długości karapaksu i od 2,27 do 3,24 mm długości opistosomy (odwłoka). W przypadku jedynej zmierzonej samicy karapaks miał 3 mm długości, a opistosoma 3,43 mm długości. Ubarwienie ciała jest pomarańczowe, brązowe lub czarne, czasem z dość gęstym pokryciem z białych włosków. Tak jak u większości przedstawicieli Myrmarachnini u Agorioides występuje mimikra względem błonkówek z rodziny mrówkowatych. Ciało jest silnie wydłużone, zaopatrzone w smukłe odnóża. Karapaks jest pomiędzy oczami pary tylno-środkowej a oczami pary tylno-bocznej wklęśnięty, wskutek czego te ostatnie umieszczone są na wydatnych wzgórkach. Oczy par środkowych rozmieszczone są na planie długiego czworokąta. W przeciwieństwie do innych przedstawicieli Levieina u Agorioides brak jest ostrogi ektalnej na członie podstawowym (paturonie) szczękoczułków u samców. Odnóża pierwszej pary mają uda nabrzmiałe w częściach bliższych i cienkie w częściach odsiebnych, golenie zaś uzbrojone w kolce. Odnóża czwartej pary odznaczają się nadzwyczaj silnie wydłużonymi krętarzami, dłuższymi od bioder i stóp tejże pary. 

## Ekologia i występowanie
Oba gatunki występują endemicznie na Nowej Gwinei w Górach Centralnych. Znane ich stanowiska znajdują się w Papui-Nowej Gwinei, na terenie prowincji Southern Highlands. Lokalizacje typowe A. cherubino i A. papagena oddalone są tylko o około 7 km, jednak dzieli je duża różnica wysokości. Ten pierwszy podawany był z 570 m n.p.m., drugi zaś z 1000–1100 m n.p.m. Ponadto jedną nie oznaczoną do gatunku samicę odłowiono na terenie Prowincji Zachodniej, na wysokości 515 m n.p.m. Przedstawiciele rodzaju zamieszkują pobrzeża rzek w lasach. Bytują w piętrze ściółki.

## Taksonomia
Takson ten wprowadzony został w 2019 roku przez Wayne’a P. Maddisona i Tamása Szűtsa w ramach rewizji skakunowatych z plemienia Myrmarachnini zamieszkujących Papuę-Nową Gwineę opublikowanej na łamach ZooKeys. Nazwa rodzajowa nawiązuje do podobnego wyglądem rodzaju Agorius.
Do rodzaju tego należą dwa opisane gatunki:
- Agorioides cherubino Maddison et Szűts, 2019
- Agorioides papagena Maddison et Szűts, 2019

Według wyników przeprowadzonej przez Maddisona i Szűtsa molekularnej analizy filogenetycznej rodzaj Agorioides zajmuje w obrębie podplemienia Levieina pozycję siostrzaną dla rodzaju Papuamyr, tworząc wraz z nim klad siostrzany dla rodzaju Leviea.